# Дитрих, Фриц
Фриц Дитрих (нем. Fritz Dietrich; 6 августа 1898, Лафраун, Австро-Венгрия — 22 октября 1948, Ландсберг-на-Лехе) — австрийский оберштурмбаннфюрер СС, начальник полиции в Саарбрюккене.

## Биография
Фриц Дитрих родился 6 августа 1898 года. После окончания школы принимал участие в Первой мировой войне, был трижды ранен и неоднократно награждён. В феврале 1919 года военным трибуналом в Вероне по «политическим причинам» был приговорён к большому тюремному сроку в каторжной тюрьме, но уже спустя три дня амнистирован. В 1923 году в Граце получил учёную степень по философии. Впоследствии изучал химию и также получил докторскую степень. С 1928 по 1934 год самостоятельно практиковался в качестве химика и физика. С 1930 года выполнял для нацистской партии особые поручения и в 1934 году в Штирии играл руководящую роль в июльском путче. 1 мая 1933 года вступил в НСДАП (билет № 2674343). 29 июля 1934 года был арестован и после семи недель одиночного заключения был изгнан из Австрии. С ноября 1934 по январь 1936 служил при имперском руководстве НСДАП. 1 ноября 1936 года был зачислен в ряды СС (№ 280034).
С конца 1936 года служил в СД, сначала как начальник штаба организации в Мюнстере и Мюнхене, а потом как начальник секции СД в Саарбрюкене. В конце 1939 года после расследования по обвинению в присвоении имущества был исключён из СД. В сентябре 1941 года был повышен до оберштурмбаннфюрера СС.

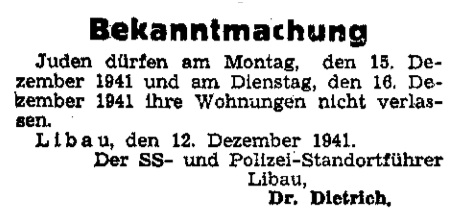
12 декабря 1941 года Дитрих установил для евреев Лиепаи комендантский час, опубликование которого состоялось 13 декабря 1941 года

После начала Великой Отечественной войны с 1 сентября 1941 по 30 ноября 1943 года был гарнизонным начальником СС и полиции в латышском городе Лиепая. 12 декабря 1941 года Дитрих установил комендантский час для еврейского населения Лиепаи. Это была подготовительная мера к массовому убийству в Шкеде. 31 декабря 1941 года Вольфганг Кюглер, руководитель части айнзацгруппы A, сообщил Дитриху, что 2731 еврей и 23 коммуниста были убиты.
6 мая 1944 Дитрих стал начальником полиции в Саарбрюккене. Кроме того, он занимал должности военного коменданта, командующего вермахта, председателя военно-полевого суда и государственного начальника противовоздушной обороны. Летом 1944 года Дитрих лично получил от Юргена Штропа устный «приказ о лётчиках», который предусматривал убийство американских и британских пилотов. В июле/августе 1944 года приказал расстрелять в общей сложности семь пойманных лётчиков. Пилоты были доставлены из тюрем в Мальштатте, Бурбахе и Нойнкирхене и убиты в лесу под предлогом «побега». В одном случае человек выжил, был тяжело ранен и найден на следующее утро. Дитрих приказал умертвить его инъекцией, но этого не удалось сделать. Тогда этот пилот был также расстрелян. В ноябре 1944 года был награждён Крест «За военные заслуги» 1-го класса с мечами.
По окончании войны Дитрих был помещен в лагерь для интернированных. 30 июня 1947 года ему и 7 другим обвиняемым во время процесса по делу лётчиков были предъявлены обвинения американским военным трибуналом. Дитрих отрицал, что якобы не только не получал и не передавал «приказ о лётчиках», но даже и не слышал об этом и не приказывал их убивать. 30 июля 1947 года за его участие в убийстве пилотов был приговорён к смертной казни через повешение. 22 октября 1948 года приговор был приведён в исполнение в Ландсбергской тюрьме.